# Helmut Straube
Helmut Straube (* 6. Mai 1923 in Neisse, Oberschlesien, heute Nysa; † 22. März 1984 in München) war ein deutscher Ethnologe und Afrikanist.
Nach Schulbesuch in Dresden, Berlin, Göttingen und München wurde Straube im Zweiten Weltkrieg schwer verwundet. Nach einigen Monaten Kriegsgefangenschaft ging er nach Wiesbaden und schrieb sich als Student bei der Universität Frankfurt am Main in den Fächern Völkerkunde, Geographie und Geschichte ein. 1952 promovierte er unter Leitung von Adolf Ellegard Jensen in Völkerkunde mit einer Arbeit über afrikanische Religion. Es folgten Feldstudien von 1954 bis 1956 im Rahmen des Frobenius-Instituts und unter der Leitung von Jensen im Südwesten Äthiopiens. An der Universität Köln habilitierte er 1967 mit einer Schrift zu den Niloten.
Helmut Straube war Schüler von Leo Frobenius und der Kulturmorphologie verbunden. Nach der Habilitation wurde er von 1968 bis 1984 Leiter des Instituts für Völkerkunde und Afrikanistik an der Ludwig-Maximilians-Universität München. Zwischen 1973 und 1974 erfolgten erneute Feldforschungen bei Omotisch und Kuschitisch sprechenden Völkern. 1976 wurde er zum Mitglied der Bayerischen Akademie der Wissenschaften gewählt.
Der Nachlass wurde herausgegeben von Hermann Amborn und anderen, darunter Aufzeichnungen über das Volk der Burji.

## Schriften
- Die Tierverkleidungen der afrikanischen Naturvölker. Steiner, Wiesbaden 1955.
- Westkuschitische Völker Süd-Äthiopiens. Kohlhammer, Stuttgart 1963.
- Die Stellung des Regenmachers und verwandter Funktionäre in akephalen Gesellschaften des Süd-Sudans. (= Sitzungsberichte. Bayerische Akademie der Wissenschaften, Philosophisch-Historische Klasse. Jahrgang 1984, Heft 6), 1984, 23 Seiten, ISBN 3-7696-1533-6.

Aus dem Nachlass:
- Burji: Bergbauern in Südwestäthiopien – Bearbeitung des Feldforschungsnachlasses von Helmut Straube
- Hermann Amborn: Flexibel aus Tradition. Burji in Äthiopien und Kenia. Unter Verwendung der Aufzeichnungen von Helmut Straube. Harrassowitz, Wiesbaden 2009, ISBN 978-3-447-06083-7